# Рождественский, Александр Константинович
Александр Константинович Рождественский (настоящая фамилия Коган; 1877, Кагул, Бессарабская губерния — после 1940, Москва) — русский и советский инженер-гидротехник, учёный в области водного транспорта, профессор.

## Биография
Родился в 1877 году в Кагуле Измаильского уезда Бессарабской губернии.
В 1896 году окончил реальное училище в Тифлисе, затем Петербургский институт инженеров путей сообщения. С 1901 года работал в Министерстве путей сообщения на проекте улучшения Тихвинского водного пути, занимался ревизией дноуглубительных работ по Азовско-Черноморскому побережью. С 1905 года изучал работу портов ряда стран Европы, Ближнего востока и Северной Америки. Вошёл в состав образованной из учёных Института инженеров путей сообщения Комиссии по устройству коммерческих портов России под руководством ректора института М. Н. Герсеванова. В качестве представителя Министерства торговли и промышленности участвовал в надзоре над строительством мостов, в том числе Рижского моста (ныне Екатерингофский) через речку Екатерингофку, соединяющего Рижский проспект с Гапсальской улицей в Санкт-Петербурге (1910—1914). В 1917 году имел чин надворного советника.
С мая 1918 года — управляющий строительной частью Министерства путей сообщения, с ноября того же года — заведующий отделом портостроения. В 1918—1929 годах — директор Комиссии по устройству коммерческих портов Министерства путей сообщения (впоследствии Ленморниипроект). В 1921—1928 годах под его руководством были составлены проекты расширения всех портов СССР и разработаны проекты нескольких новых портов. Преподавал в Институте гражданских инженеров и в Институте инженеров путей сообщения (с 1920 года — профессор кафедры портов).
Автор 12 монографий по проблемам водного транспорта.
10 мая 1930 года был арестован (с декабря содержался в Бутырской тюрьме), приговорён к 10 годам исправительно-трудовых лагерей и направлен на строительство Беломорско-Балтийского канала в Медвежью Гору одним из главных проектировщиков (помощником своего бывшего студента С. Я. Жука). После окончания строительства, вместе с С. Я. Жуком переведён на строительство канала Москва—Волга, затем на строительство круговой Байкало-Амурской дороги вокруг Байкала. После окончания строительства был освобождён досрочно, 25 августа 1935 года назначен начальником сектора гидротехнического строительства, a в 1939 году — заместителем начальника гидротехнического отдела НКВД в Москве. С 1940 года — заместитель главного инженера Главгидростроя НКВД СССР С. Я. Жука.
Жена — Софья Карловна Рождественская.

## Монографии
- Док подъёмной силы в 1400 тонн, расчёт и описание. Труды Отдела торговых портов. Вып. 9. Главное управление торгового мореплавания и портов. СПб: Государственная типография, 1904. — 33 с.
- Мировые порты Северозападной Европы. М.—Л.: 2-я тип. Транспечати им. т. Лоханкова, 1925. — 114 с.
- Итальянские порты. М.: Транспечать НКПС, 1926. — 44 с.
- Принципы установления пропускной способности оборудованных набережных в наших портах и сопоставление её с пропускной способностью набережных в заграничных портах. Л.: Ленинградский институт инженеров путей сообщения, 1927. — 19 с.
- Водное строительство и судоходство в Египте и Италии. М.: Транспечать НКПС, 1927. — 194 с.